# Jerzy Gąsior
Jerzy Gąsior (ur. 11 października 1970 w Głubczycach) – polski piłkarz występujący na pozycji obrońcy.

## Życiorys
Jest wychowankiem Racławii Racławice Śląskie, gdzie rozpoczynał także seniorską karierę. Następnie występował w Unii Kędzierzyn-Koźle i Odrze Opole. W 1996 roku został zawodnikiem Ruchu Chorzów. W I lidze zadebiutował 27 lipca w przegranym 1:2 spotkaniu z Górnikiem Zabrze. Ogółem w Ruchu wystąpił w 25 ligowych meczach, ponadto w sezonie 1996/1997 wystąpił w dwóch spotkaniach Pucharu Zdobywców Pucharów (5:0 z TNS oraz 1:5 z Benfiką). Z Ruchu był wypożyczany do Zawiszy Bydgoszcz, KS Myszków i KSZO Ostrowiec Świętokrzyski. W 2000 roku został pozyskany przez KSZO na zasadzie transferu definitywnego. Po zakończeniu rundy jesiennej pauzował w związku z kontuzją. W 2002 roku został zawodnikiem Włókniarza Kietrz. Na dalszym etapie kariery występował w amatorskich klubach. Po zakończeniu kariery zawodniczej był trenerem Fortuny Głogówek i LZS Walce.

## Statystyki ligowe
| Sezon         | Klub                         | Liga    | Mecze | Gole |
| ------------- | ---------------------------- | ------- | ----- | ---- |
| 1996/1997     | Ruch Chorzów                 | I liga  | 17    | 0    |
| 1997/1998     | Zawisza Bydgoszcz            | II liga | 30    | 1    |
| 1998/1999     | Ruch Chorzów                 | I liga  | 7     | 0    |
| 1999/2000     | KS Myszków                   | II liga | 28    | 0    |
| 2000/2001 (j) | Ruch Chorzów                 | I liga  | 1     | 0    |
| 2000/2001     | KSZO Ostrowiec Świętokrzyski | II liga | 6     | 0    |
| 2001/2002     | KSZO Ostrowiec Świętokrzyski | I liga  | 4     | 0    |